# Natuurpark Cefa

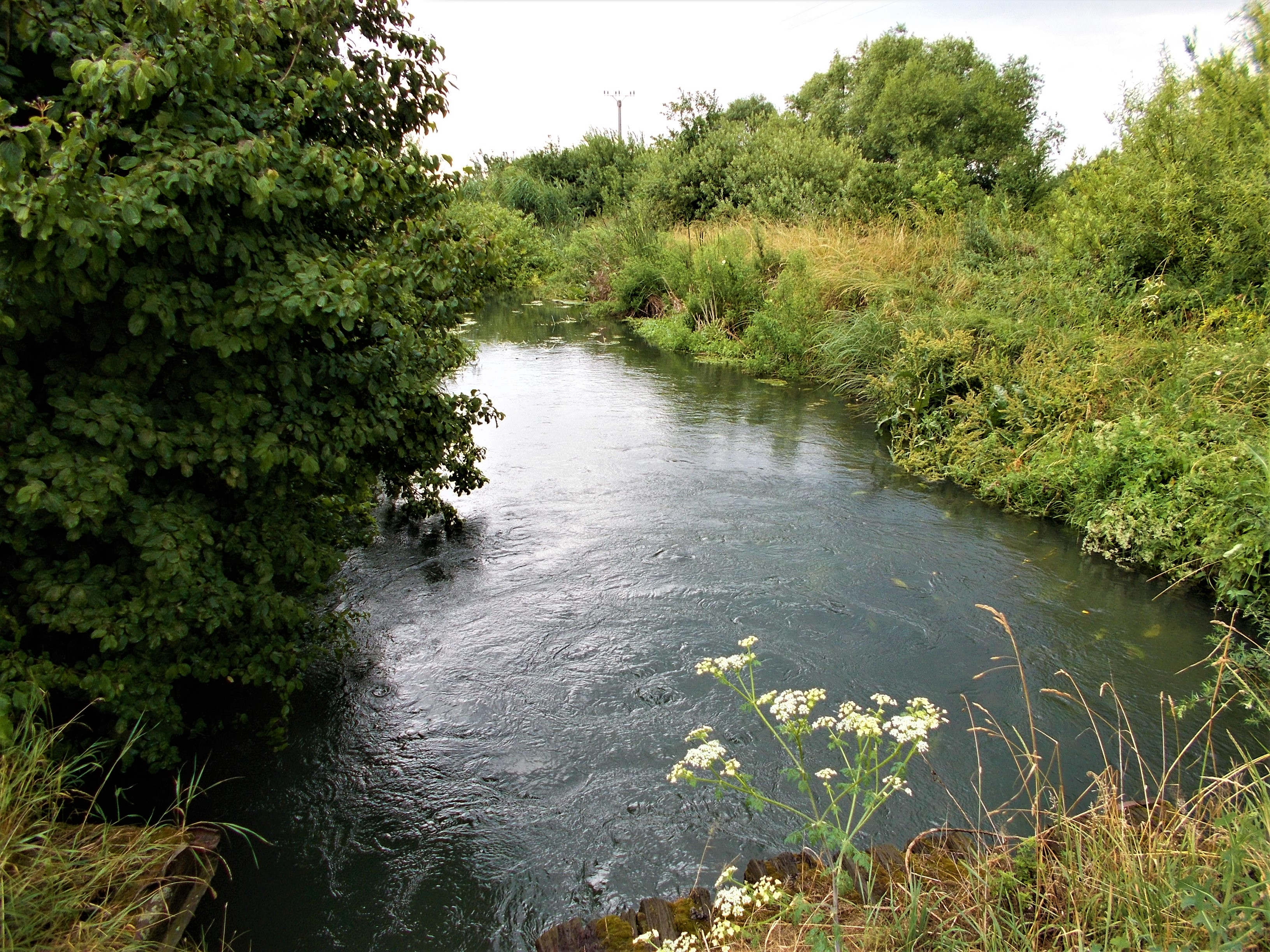

Natuurpark Cefa (Roemeens: Parcul Natural Cefa) is een natuurpark in Roemenië. Het park is 5002 hectare groot en werd opgericht in 2010. Het natuurpark omvat moerassen, bos (Rădvani), overstromingsweides. In het park komen roerdomp en zwarte ooievaar voor.